# Turín
Pour les articles homonymes, voir Turin (homonymie).
Turín est une municipalité du département d'Ahuachapán au Salvador.

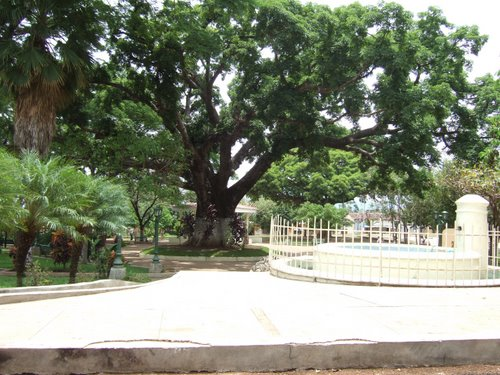
Parc municipal de Turin